# 卡索尔诺沃
卡索尔诺沃（義大利語：Cassolnovo），是意大利帕维亚省的一个市镇。总面积31平方公里，人口7045人，人口密度227.3人/平方公里（2009年）。国家统计（ISTAT）代码为018035。